# Sagephora jocularis
Sagephora jocularis är en fjärilsart som beskrevs av Alfred Philpott 1926. Sagephora jocularis ingår i släktet Sagephora och familjen äkta malar. Inga underarter finns listade.